# فرانسوا بویر
فرانسوا بویر (انگلیسی: François Boyer; ۳۰ مارس ۱۹۲۰ – ۲۴ مهٔ ۲۰۰۳) فیلم‌نامه‌نویس، نویسنده، کارگردان فیلم و بازیگر سینما اهل فرانسه بود.